# エドゥアルト・シュティーフェル
エドゥアルト・シュティーフェル（Eduard Stiefel, 1909年4月21日 - 1978年11月25日）は、スイスの数学者。

## 来歴
1909年に生まれ、1928年にチューリッヒ工科大学に入学して1935年に博士号を取得した。

## 業績
コルネリウス・ランチョスとMagnus Hestenesと共に共役勾配法や特性類の研究で業績を挙げた。
ハスラー・ホイットニーと共同でスティーフェル・ホイットニー類を考案した。また、数学的な業績だけでなく、同僚でハーバード大学の会合でハワード・エイケンと、またプリンストン大学でフォン・ノイマンと交流した経験あるアンブロス・シュパイザー (Ambros Speiser)とハインツ・ルティスハウザー (Heinz Rutishauser)の協力を得て五人の技術者・三人の整備士と共に1955年に1500本の真空管・6400個のダイオード・多数の継電器を使用したスイスで最初の真空管式コンピュータであるERMETH (Electronic Calculating Machine of the ETH)を完成させた。

## 文献
1. ↑   オーストリアの快挙とスイス事情
2. ↑   (PDF) プログラミング言語を追求し続けたコンピュータ科学者